# Slavonski kulen
Slavonski kulen suhomesnati je proizvod, vjerojatno izvorno hrvatski, koji se pripravlja sušenjem svinjskog crijeva na dimu. Meso je nadjeveno smjesom začina i fino isjeckane svinjetine posebno uzgojene za njegovu izradu. Ovaj proizvod zbog načina proizvodnje i pripreme te samog područja na kojem je njegova proizvodnja proglašen proizvodom iznimne važnosti za regiju Slavonije i Baranje kao proizvod koji je obilježio svojim postojanjem povijest, tradiciju i kulturu življenja tog područja. Slavonski kulen je zaštitni znak Slavonije. Uveden je u Listu zaštićenih kulturnih dobara Republike Hrvatske.

## Povijest
Nije poznato kada se proizveo prvi kulen u Slavoniji ali je poznato da je nastao u okolnostima u kojima su nastali svi proizvodi od sušenog dimljenog mesa jer se proces sušenja i dimljenja pokazao kao izniman u konzerviranju to jest sušeno i dimljeno meso kulena u tom procesu sačuva većinu nutritivnih tvari dajući pri tome mesu kulena karakteristična organoleptička svojstva koja karakterizira specifična boja, miris i okus. 
U prošlosti se po svinji proizvodio samo jedan kulen, a njegova potrošnja bila je vezana uz posebno važne društvene i obiteljske događaje kao što su žetva, vjenčanja, rođenja i kršetnja. Danas se kulen kupuje i izrađuje samo za posebno važne goste ili daruje u iznimnim prigodama. Slavonski kulen je bio i još uvijek je inspiracija generacijama slavonskih umjetnika. 

## Proizvodnja
Proces proizvodnje kulena traje najmanje 9 mjeseci i obuhvaća niz tehnoloških postupaka vezanih za svinjogojsku proizvodnju i tehnologiju prerade mesa.

### Uzgojne svinje za meso kulena
Tradicija nalaže da se kulen pravi od mesa potpuno odraslih svinja (starosti oko 1 do 2 
godine), tjelesnih masa između 130 i 230 kg takvo meso biološki je zrelo i pogodno za sušenje.
Budući da se svinje za proizvodnju kulena kolju s 18 i više mjeseci, hranidba odnosno tov ne smije biti intenzivan. Dnevni obroci svinjama trebaju osigurati dostatno hranjivih tvari za normalan život i rast svinja, ali ne treba forsirati visoke dnevne priraste to jest nenormalno povećanje kilaže koje može utjecati na kvalitetu mesa.
Stare krmače imaju suho i tvrdo meso i nisu pogodne za proizvodnju kulena.
Svinje prije klanja ne smiju biti u stresnim situacijama jer stres nepovoljno djeluje na zrenje mesa i kvalitetu kulena.
Od jedne svinje koja je uzgojena za proizvodnju kulena moguće je iskoristiti mesa za spravljnje maksimalno pet kulena srednje veličine.
Meso svinja obavezno je testirati ispravnost kod ovlaštenih službi na otklanjanje mogućnost zaraze naročito trihineloze.
Za proizvodnju kulena najpogodniji su šunkaši plemenitih pasmina veliki jorkšir, švedski i njemački landras te tradicionalno crna slavonska svinja i njihovi križanci, sa što manje masnog tkiva. Svaka od ovih pasmina ima pri uzgoju specifične karakteristike koje treba uzeti u obzir jer zbog toga kulen može imati različita organoleptička svojstva.

#### Osobine pojedinih pasmina
Veliki jorkšir je krupna pasmina svinje koja se odlikuje dužinom i širinom trupa, te mesnatosti i kakvoći mesa koja je bolja od drugih pasmina koje se koriste za proizvodnju slavonskog kulena.
Njemački i švedski landrasi su pasmine koja se odlikuju dugim, širokim i dubokim trupom, dobrom mesnatosti te dobrim proizvodnim svojstvima.
Crna slavonska svinja je pasmina svinja kratkog trupa ali dubokog i širokog grudnog koša čije je meso prošarano masnim tkivom. Kod ove pasmine je specifično što se uglavnom uzgaja na otvorenom naročito u Slavoniji. Ujedno je ugrožena pasmina koja je uključena u Program ugroženih pasmina u srednjoj i istočnoj Europi. Križanci ove pasmine svinje su također pogodni za proizvodnju kulena.

### Priprema Slavonskog kulena
Ovo su namirnice potrebne za izradu 5 kg nadjeva kulena to jest za dva manja ili jedan veći kulen:
- 5 kg mesa bez kostiju,
- 10 dag soli,
- 80 g slatke paprike,
- 70 g ljute paprike,
- 50 g češnjaka.

U proizvodnji kulena obično se ne dodaje slanina u nadjev, mišićje ne smije biti premasno, ali treba sadržavati dostatno proraštenog masnog tkiva, što kulen čini sočnim. Ako se pak dodaje slanina, dodaje se do 10% tvrde leđne slanine i slanine podgrline i nikada se ne miješa meso svinja različitih dobnih kategorija. Za kulen se odabiru prvenstveno leđni dijelovi mesa, a tek zatim but, plećka ili vrat. Iz mesa se pažljivo uklone naslage masnog tkiva, krvnih žila i tvorevina vezivnog tkiva.
Meso se mora dobro ohladiti i ocijediti na 5°C jedan do dva dana, a zatim se melje ili još bolje sitno sjecka nožem. Od začina mesu dodajemo sol, češnjak i blagu crvenu papriku a po želji i nešto ljute. Mesna se masa dobro izmiješa i ostavi odležati nekoliko sati, zatim se proba ukus i puni svinjsko slijepo crijevo. Kulen treba odstajati do osam dana u usoljenom mesu, a potom se dobro poveže uzicom i stavlja na hladni dim nastao sagorjevanjem drva od bukovine, grabovine ili jasena. Dostatno ga je dimiti desetak puta u razdoblju od dvadesetak dana. Treba ga čuvati u hladnoj, mračnoj i prozračnoj prostoriji na temperaturi oko 16°C i vlažnosti zraka od 70% do 85%., zaštićenoj od insekata i glodavaca. Kulen dozrijeva za konzumaciju nakon devedesetak dana sušenja pri čemu izgubi dio težine zbog eliminacije vlažnosti u procesu sušenja.

## Zanimljivosti
Zbog svoje originalnosti, načina izrade, postojanosti kvalitete i prepoznatljivosti na tržištu što domaćem što međunarodnom te brojnosti nagrada koje su dobili dva proizvođača u Hrvatskoj za svoje kulene nose i znak Izvorno hrvatsko i to:
- za Slavonski kulen  Mesoprerada d.o.o., Slatina i
- za  Baranjski kulen  (inačica Slavonskog kulena) tvornica Belje d.d., Mesna industrija, Darda.

Tijekom godine moguće je posjetiti više manifestacija na kojim se sastaju različiti proizvođači te prezentiraju i nagrađuju najbolje slavonske kulene pa se stoga ti događaji zovu kulenijade.